# Eupithecia taftanica
Eupithecia taftanica är en fjärilsart som beskrevs av Brandt 1941. Eupithecia taftanica ingår i släktet Eupithecia och familjen mätare. Inga underarter finns listade i Catalogue of Life.